# Lois Gibbs

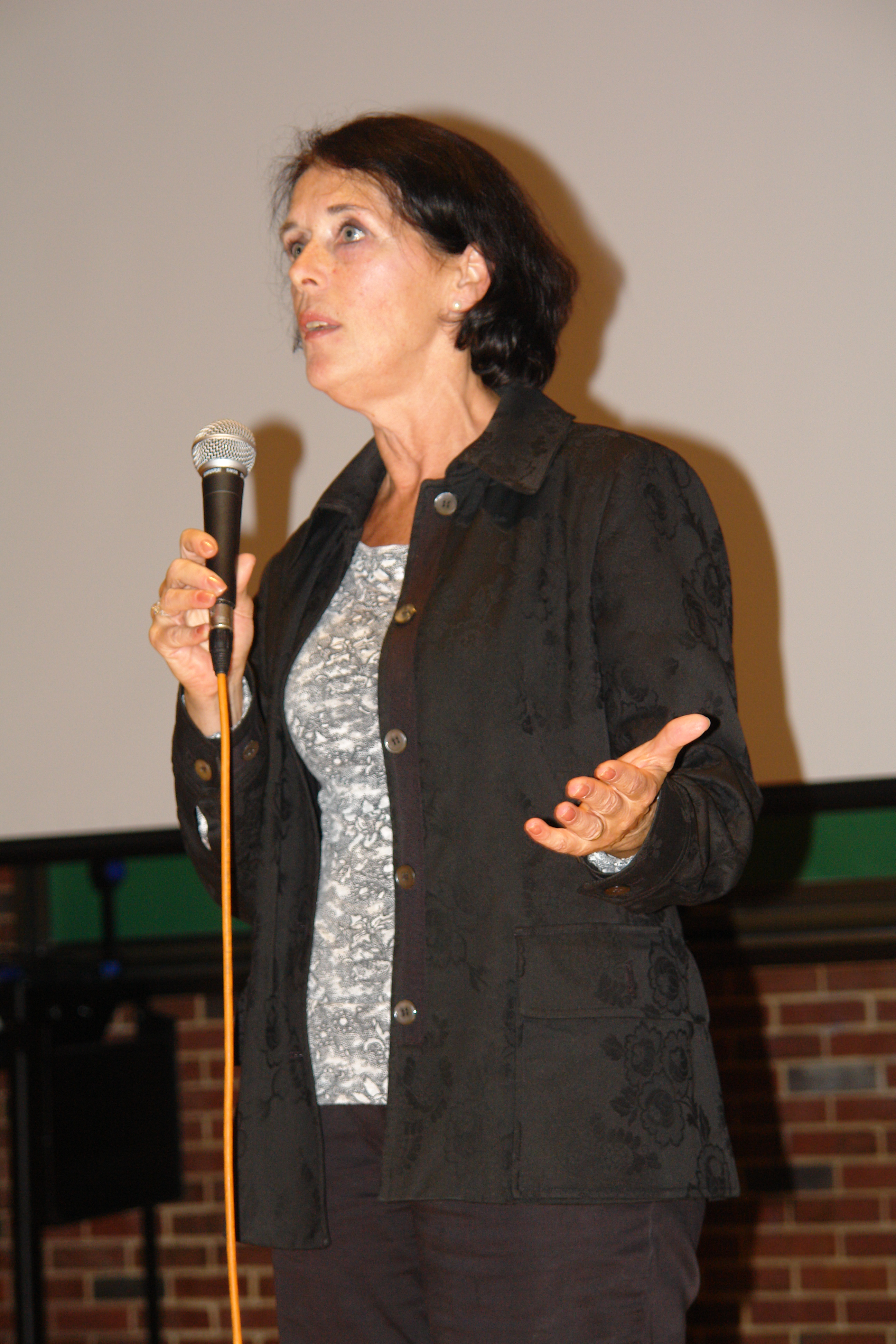
Lois Gibbs hält eine Rede vor Umweltaktivisten um Schwefelbergbau in der Nähe von Marquette zu stoppen

Lois Marie Gibbs (* 1951) ist eine amerikanische Umweltaktivistin. Sie ist bekannt für ihren Einsatz gegen die negativen Auswirkungen von Sondermülldeponien und anderen Ursachen für Bodenkontaminationen.

## Karriere
Gibbs begann 1978 sich für den Umweltschutz zu engagieren. Damals entdeckte sie, dass die Grundschule ihres siebenjährigen Sohnes in Niagara Falls, New York auf einer Sondermülldeponie gebaut wurde. Der Journalist Michael H. Brown schrieb dazu einen Artikel in der Niagara Gazette. Weitere Untersuchungen zeigten, dass die gesamte Nachbarschaft von Gibbs, Love Canal, auf dieser Sondermülldeponie errichtet wurde. Ohne dass sie irgendwelche Erfahrungen im Bereich Aktivismus hatte, organisierte Gibbs ihr Nachbarschaft und gründete den Love Canal Eigentümerverein. Sie repräsentierte ihr Gemeinde im Streit mit lokalen, föderalen und staatlichen Organisationen. Nach Jahren des Kampfes wurde 833 Familien schlussendlich evakuiert und die kontaminierten Böden von Love Canal gereinigt. Durch große Berichterstattung wurde der Name Lois Gibbs national bekannt. Ihr Anstrengungen führten zu der Verabschiedung des Comprehensive Environmental Response, Compensation, and Liability Act durch die Environmental Protection Agency, welcher nun genutzt wird, um Sondermülldeponien oder kontaminierte Böden überall in den Vereinigten Staaten aufzufinden und zu reinigen.
1980 gründete Gibbs das Citizens’ Clearinghouse for Hazardous Waste oder später das Center for Health, Environment and Justice (CHEJ). Zurzeit ist sie die Leiterin dieses Zentrums. CHEJ ist ein von Bürgern initiiertes Krisenzentrum, welches Informationen, Ressourcen und technischen Know-how bereitstellt, um andere Gemeinden und Zusammenschlüsse in den Vereinigten Staaten zu unterstützen. CHEJ Ziel ist starke lokale Gruppen und Organisationen zu gründen, um Nachbarschaften von der Belastung und den Gefahren von Sondermüll zu schützen.
Gibbs hat mehrere Bücher über den Love Canal Skandal und die Auswirkungen von Sondermüll geschrieben. Ihre Geschichte wurde 1982 mit Lois Gibbs: the Love Canal Story für das Fernsehen verfilmt, in welcher sie durch Marsha Mason verkörpert wurde.

## Auszeichnungen
- Goldman Environmental Prize (1990)
- Der 5. jährliche Heinz Award für Umwelt (1999)[6]
- Ehrendiplom vom Haverford College für ihre Arbeit als Umweltaktivistin (2006)[4]
- Ehrendiplom (Litterarum humanarum doctor) vom Green Mountain College (2009)